# Felber Frères

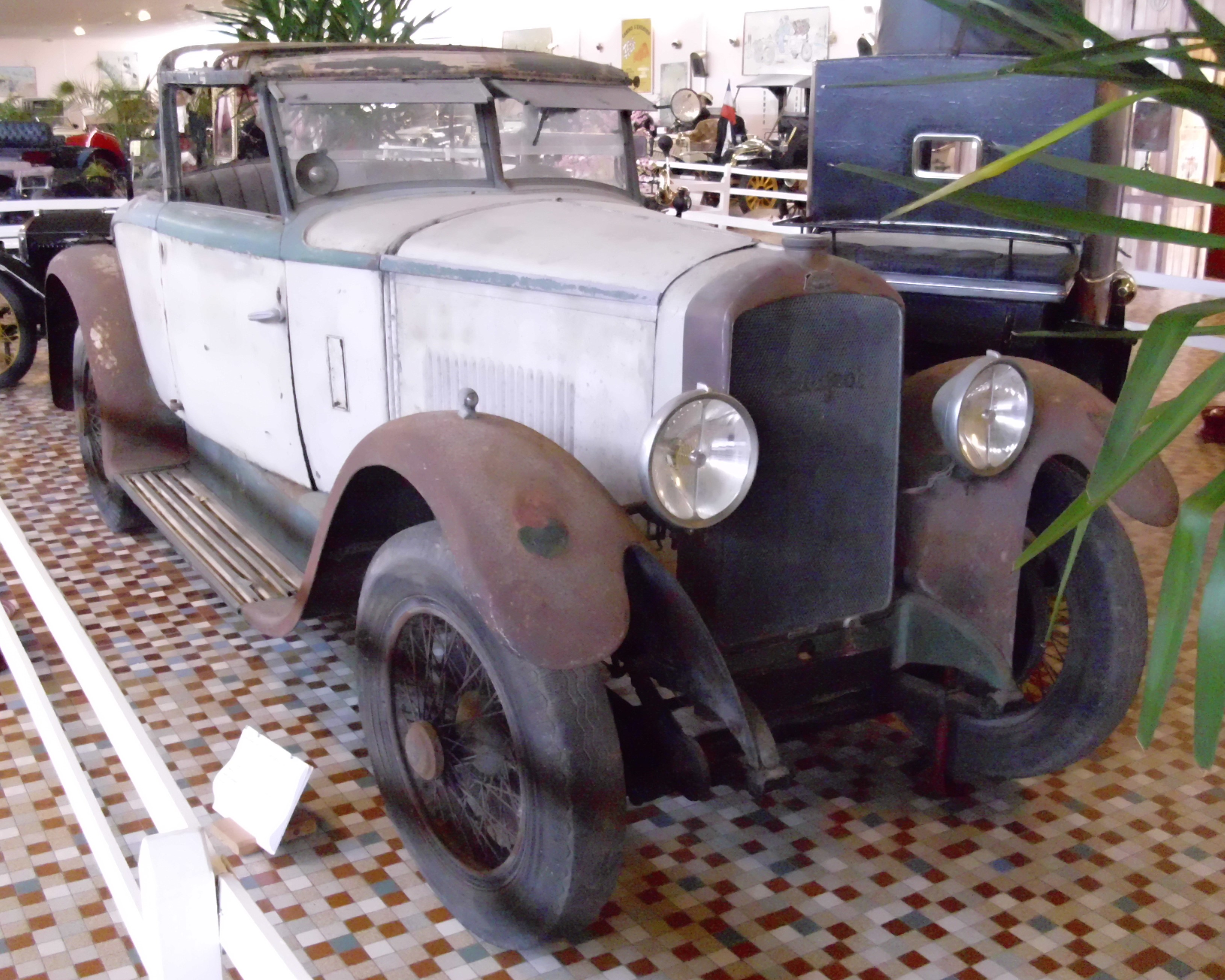
Peugeot Typ 176 mit Karosserie von Felber Frères

Felber Frères, vorher C. Felber & Fils, war ein französisches Karosseriebauunternehmen.

## Unternehmensgeschichte
Charles Felber gründete 1835 das Unternehmen in Paris. Er stellte Kutschen her. 1898 begann die Produktion von Karosserien für Automobile. Auch nach Russland wurden Fahrzeuge exportiert. 1913 entstanden 120 Aufbauten. Während des Ersten Weltkriegs wurden Militärfahrzeuge karossiert. 1919 erfolgte der Umzug nach Puteaux. Nun wurden Jahr für Jahr etwa 300 Karosserien hergestellt. Das Unternehmen hatte die Lizenz für Patente von Gustave Baehr, nutzte sie jedoch nur in einem geringen Umfang. Außerdem wurden die Rechte an einigen Entwürfen von Hibbard & Darrin erworben.
1931 endete die Produktion.

## Fahrzeuge
Für die Zeit ab 1919 sind Fahrgestelle der folgenden Marken überliefert: Ballot, Hispano-Suiza, Hotchkiss, Lorraine-Dietrich, Renault und Voisin.
Ein Peugeot Typ 176 mit Felber-Aufbau ist in einem französischen Automuseum ausgestellt.